# Anesthésiste
L'anesthésiste ou anesthésiologiste est la personne qui pratique l'anesthésie.
Ce cadre de profession lié au secteur médical ou paramédical consiste, avant une intervention sur un patient (dans un hôpital ou une clinique), à « endormir » certaines réactions de l'organisme face à la douleur. L’anesthésiste endort le patient avant une opération chirurgicale. Ensuite, il surveille l’état du patient, adapte l’anesthésie et la réanimation per-opératoire pendant toute la durée de l’opération jusqu’à son réveil. Il intervient enfin pour atténuer les douleurs postopératoires. 

## En France
En France, deux métiers possèdent cette appellation : le médecin anesthésiste-réanimateur (MAR) et l'infirmier anesthésiste diplômé d'État (IADE). 
Le médecin anesthésiste en France est un médecin spécialiste qui a un diplôme d'études spécialisées (DES) en anesthésie obtenu après 11 années de formation à l'université dont 5 années en internat d'anesthésie-réanimation actuellement.
Un concours sélectionne les candidats en fin de PACES (première année commune aux études de santé). La spécialisation se fait dans le cadre de 5 ans d'internat auquel les étudiants accèdent après les ECN (épreuves classantes nationales) en fin de 6e année et à l'issue duquel ils obtiennent le DES (diplôme d'études spécialisées).
L'infirmier anesthésiste est un infirmier diplômé d'État qui a suivi deux années de formation spécialisée à la suite des trois années de formation générale et des deux années d'obligation d'exercice infirmier pour se présenter au concours d'entrée en école d'infirmier anesthésiste. 
Le grade de Master 2 est adossé au diplôme d'État d'infirmier anesthésiste français (DEIA) depuis 2014. Leur exercice clinique répondant aux critères d’une pratique avancée infirmière est en passe d’être reconnu comme tel dans la législation sanitaire française.